# II. János Kázmér lengyel király
II. János Kázmér lengyel király (lengyelül Jan II Kazimierz Waza) (Krakkó, 1609. március 22. – Nevers, 1672. december 16.) Lengyelország királya, Litvánia nagyfejedelme 1648–1668 között, a Vasa-dinasztiából.

## Származása
1609-ben született III. Zsigmond lengyel király és második felesége, Habsburg Konstancia osztrák főhercegnő elsőszülött gyermekeként. Heten voltak testvérek, közülük négy fiú- és egy leánygyermek érte el a felnőttkort.

## Rövid egyházi pályája
Amikor apja halála után, 1632-ben az ő javaslatára idősebb mostohabátyja, IV. Ulászló a lengyel trónra lépett, tetemes földbirtokokat kapott. 1640-ben belépett a jezsuita rendbe, és X. Ince pápa által csakhamar bíborossá neveztette ki magát, de már 1646-ban feloldatta magát papi fogadalma alól.

## Lengyel király

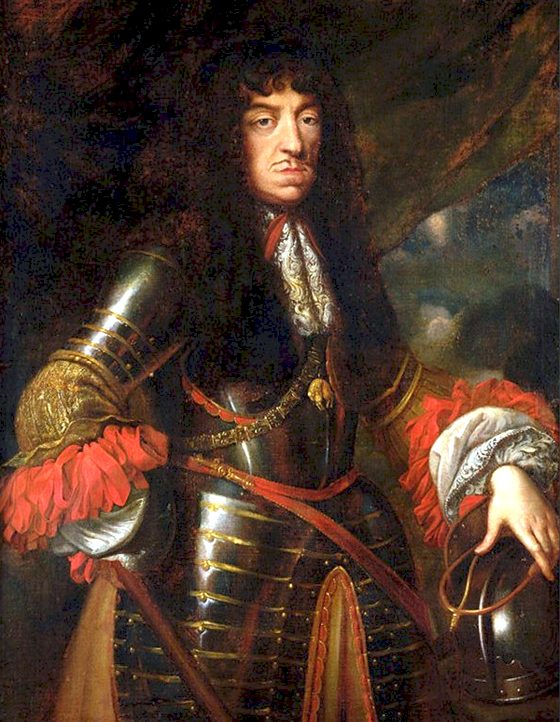
II. János Kázmér király allonge-parókás uralkodói portréja.

A gyermektelen IV. Ulászló halála után, 1648-ban elfogadta a neki felajánlott koronát és feleségül vette bátyja özvegyét, Gonzaga Lujza Mária mantovai hercegnőt. Trónraléptekor nehéz helyzetben volt az ország, részben külső (orosz, német, svéd) terjeszkedő törekvések, részben pedig a kozák-lengyel háború miatt, amely Ukrajnában tombolt. A nemesi elnyomás miatt fegyvert fogott Bohdan Hmelnickij több súlyos vereséget mért a lengyel elit erőkre. János Kázmér először tárgyalás útján próbálta leszerelni a felkelőket, de mivel ez nem járt eredménnyel, a királyi fősereget indította Ukrajna ellen. Bár lényegében katonai vereséget szenvedett, de megállapodott a kozákokkal szövetséges tatárokkal, hogy a kán békére kényszeríti Hmelnickijt. A harcok két éven belül kiújultak, ám János Kázmér seregének sikerült döntő győzelmet aratnia 1651-ben a bereszteczkói csatában. Hmelnickij bár még néhány győzelmet aratott, de aztán tatár szövetségeseivel megromlott a viszonya és az orosz cárt vonta be a háborúba. Az oroszok elleni elhúzódó háborút kihasználta a svéd király X. Károly, aki lengyel területeket és a Balti-tenger feletti ellenőrzést akarta megszerezni. Ürügye János Kázmérnak a svéd trónra támasztott igénye volt, ugyanis János Kázmér atyjai örökségként tekintett Svédország trónjára, de katolikus vallású apját a protestáns svédek 1598-ban detronizálták. A minden politikai realitást nélkülöző tervben János Kázmér Svédország és Lengyelország összekapcsolásával próbált javítani a lengyel állam nehéz helyzetén és a svédeket az ukrán, s kozák lázadók, azonkívül az oroszok, törökök és tatárok ellen kívánta felhasználni. A svéd hadsereg a kor legmodernebb hadereje volt, de gyors sikereit lengyel területen a főnemesség árulása segítette elő: több főúr saját önállóságra törekedett, hogy az országot a 12. századi állapotokba süllyessze és újabb részfejedelemségeket alakíthasson ki. Az addig hűbéresnek számító porosz herceg is cserbenhagyta a királyt, aki Varsó és Krakkó elvesztése után Magyarországon, azt követően Sziléziában próbált menedéket találni az őt üldöző svédek elől. Ám míg a lengyel nemesség nem volt hajlandó a svédek ellen harcolni, megtette azt a paraszti lakosság és a kisnemesség, amely a svéd katonaság rekvirálásai és súlyos visszaélései miatt lázadt fel, s sikerült megvédeni a Jasna Góra-i magyar alapítású pálos kolostort. Ennek hatására a király Magyarország érintésével tért haza Lengyelországba és az egykori hívei visszatértek. Négy évi kemény háborúban kiverték a svédeket és a németeket Lengyelországból, segítségükre volt a tatár kán, az orosz cár és a kozákok egy része. A svéd király segítségül hívta II. Rákóczi Györgyöt, akire a lengyel–litván–tatár haderőnek szintén sikerült vereséget mérni.

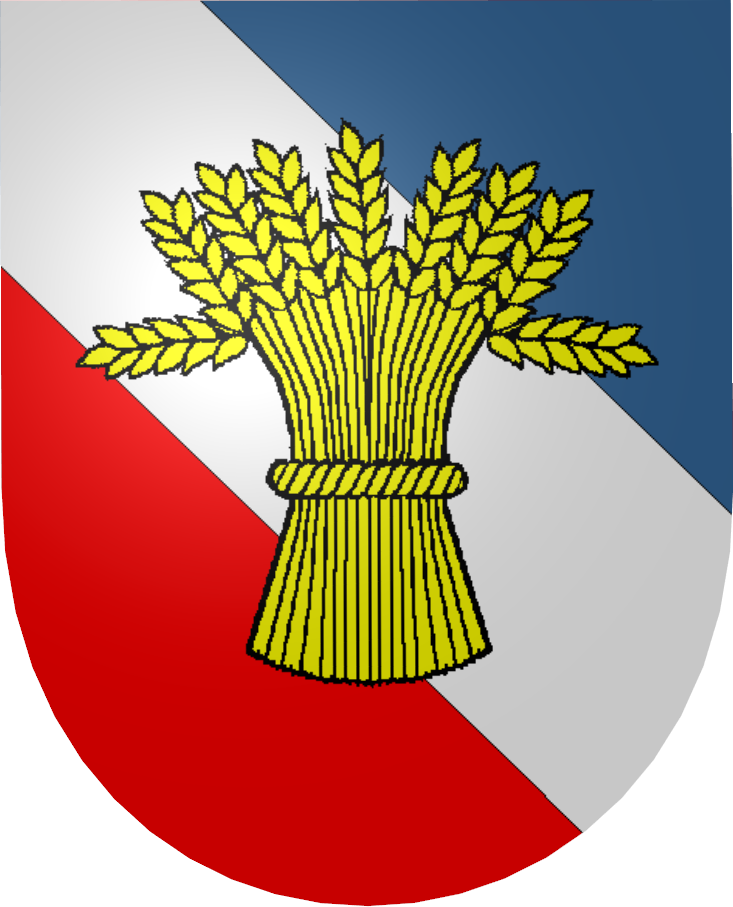
A Vasa család címere

Bár a háborút megnyerték, ami János Kázmérnak óriási erőfeszítésébe került, a konfliktus következtében a lengyel állam jelentősen meggyengült, ellenben Oroszország és Svédország jelentősen megerősödött. A lengyel állam elveszítette 12 milliós lakosságának egynegyedét, nemzetközi tekintélye és hatalmi állása helyrehozhatatlanul megroppant. A Porosz Hercegség végleg elszakadt Lengyelországtól és Brandenburgi Választófejedelemség része lett, az orosz cárral megint kirobbant a háború és a kozákok is sokadjára lázadtak fel. János Kázmér okulva az előző évekből megpróbálta a nemesség kezéből kivenni a hatalmat, ez eredményezte a Lubomirski-felkelést, amely a királyi sereg leverésével ért véget. Az országban forrongó zavarok arra bírták János Kázmért, hogy 1668. szeptember 16-án lemondott a trónról.

## Utolsó évei
1669-ben Franciaországba távozott, ahol XIV. Lajos több apátsággal ajándékozta meg. 1672-ben érte a halál Neversben. A párizsi jezsuita templomban temették el, majd 1676-ban földi maradványait a krakkói Wawel székesegyházba vitték át. Mivel házassága gyermektelen maradt, vele kihalt a Vasa-dinasztia lengyel ága. A trónon 1669-ben Michał Korybut Wiśniowiecki lengyel nemes követte I. Mihály néven. 

## Családfa
| III. János svéd király sz. 1537. XII. 21. † 1592. XI. 17. | III. János svéd király sz. 1537. XII. 21. † 1592. XI. 17. |                                                      |                                                      | Jagelló Katalin sz. 1526. XI. 1. † 1583. IX. 16. | Jagelló Katalin sz. 1526. XI. 1. † 1583. IX. 16. |  |  | Habsburg Károly sz. 1540. VI. 3. † 1590. VII. 10. | Habsburg Károly sz. 1540. VI. 3. † 1590. VII. 10. |                                                         |                                                         | Wittelsbach Mária Anna sz. 1551. III. 21. † 1608. IV. 29. | Wittelsbach Mária Anna sz. 1551. III. 21. † 1608. IV. 29. |
|                                                           |                                                           |                                                      |                                                      |                                                  |                                                  |  |  |                                                   |                                                   |                                                         |                                                         |                                                           |                                                           |
|                                                           |                                                           |                                                      |                                                      |                                                  |                                                  |  |  |                                                   |                                                   |                                                         |                                                         |                                                           |                                                           |
|                                                           |                                                           | III. Vasa Zsigmond sz. 1566. VI. 20. † 1632. IV. 30. | III. Vasa Zsigmond sz. 1566. VI. 20. † 1632. IV. 30. |                                                  |                                                  |  |  |                                                   |                                                   | Habsburg Konstancia sz. 1588. XII. 24. † 1631. VII. 10. | Habsburg Konstancia sz. 1588. XII. 24. † 1631. VII. 10. |                                                           |                                                           |
|                                                           |                                                           |                                                      |                                                      |                                                  |                                                  |  |  |                                                   |                                                   |                                                         |                                                         |                                                           |                                                           |
|                                                           |                                                           |                                                      |                                                      |                                                  |                                                  |  |  |                                                   |                                                   |                                                         |                                                         |                                                           |                                                           |
|                                                           |                                                           |                                                      |                                                      |                                                  |                                                  |  |  |                                                   |                                                   |                                                         |                                                         |                                                           |                                                           |

|                                                      |                                                      | Gonzaga Lujza Mária sz. 1611. VIII. 18. † 1667. V. 10. OO 1649. V. 31. | Gonzaga Lujza Mária sz. 1611. VIII. 18. † 1667. V. 10. OO 1649. V. 31. | II. János Kázmér sz. 1609. III. 22. † 1672. XII. 16. | II. János Kázmér sz. 1609. III. 22. † 1672. XII. 16. |  |  |  |  |
|                                                      |                                                      |                                                                        |                                                                        |                                                      |                                                      |  |  |  |  |
|                                                      |                                                      |                                                                        |                                                                        |                                                      |                                                      |  |  |  |  |
| Mária Anna Teréza sz. 1650. VII. 1. † 1651. VIII. 1. | Mária Anna Teréza sz. 1650. VII. 1. † 1651. VIII. 1. | János Zsigmond sz. 1652. I. 6. † 1652. II. 20.                         | János Zsigmond sz. 1652. I. 6. † 1652. II. 20.                         |                                                      |                                                      |  |  |  |  |